# Herb Uljanowska

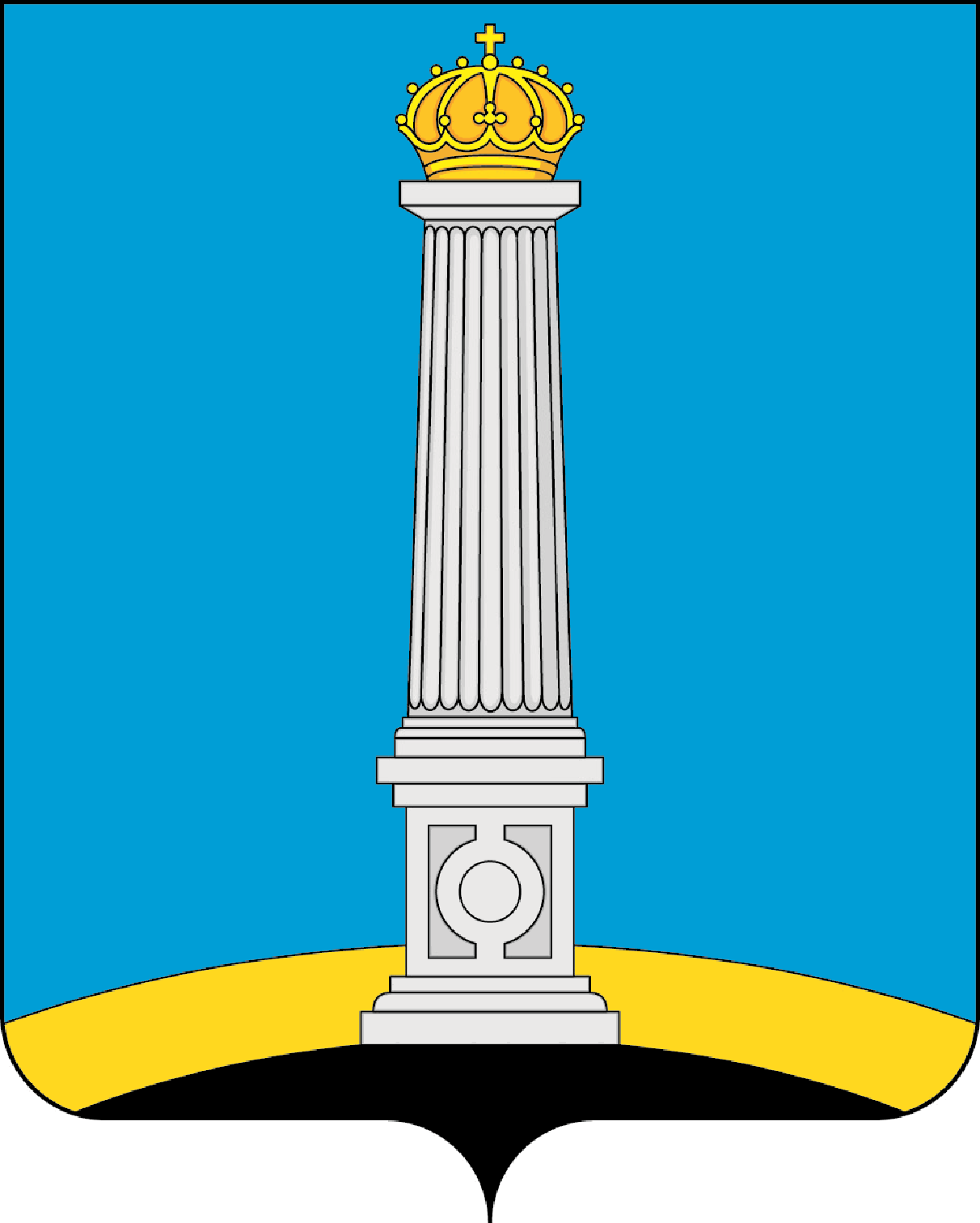
Herb Uljanowska.

Herb Uljanowska (ros: Герб Ульяновска) – jest oficjalnym symbolem miejskim Uljanowska, przyjętym w obecnej formie 19 grudnia 2003 roku przez radę miasta.

## Opis i symbolika

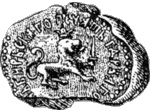
Pierwszy herb Symbirska.

Herb ma postać nowoczesnej francuskiej tarczy herbowej. W błękitną tarczę wpisana jest srebrna kolumna zwieńczona złotą koroną. W dolnej części dwie zaokrąglone, półkoliste wstęgi. Dolna barwy czarnej, górna barwy złotej. Kolumna miała być symbolem władzy monarszej i majestatu, w obecnej interpretacji symbolizować ma także wartości demokratyczne odrodzonej Rosji. Według innej wersji symbolizować ma także sztukę budowlaną i dynamiczny rozwój młodego miasta. Trudno ustalić genezę użycia herbu jako symbolu Symbirska-Uljanowska. Czerń symbolizuje urodzajne ziemie tego regionu, a złota korona ma oznaczać potęgę mieszkańców miasta. Korona wraz z kolumną ma także symbolizować fakt, że miasto zostało założone z rozkazu monarszego, przez cara Aleksego I Romanowa.

## Historia

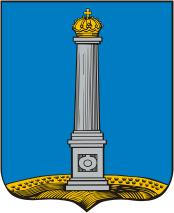
Herb Symbirska z 1780 r.

Pierwszy herb miasta został ustanowiony około roku 1672. Miała to być swoista nagroda za dzielną obronę tych ziem w okresie powstania wywołanego przez Stieńkę Razina. Herb przedstawiał lwa wspartego na nogach, w szponach trzymającego miecz, spoglądającego w lewą stronę (heraldyczną, prawą z punktu widzenia obserwatora), jego łeb zwieńczony był koroną. Po 1695 r. herb ten wychodzi z użycia. Według lokalnych badaczy lew ma mieć pochodzenie irańskie i być nawiązaniem do faktu, że miasto leżało na jednym ze szlaków handlowych do tego kraju. Kolejna wersja herbu, która w zasadzie pokrywa się z tym obecnie używanym, pojawia się w okresie panowania Piotra I Wielkiego. W 1712 r. wyobrażenie ukoronowanej kolumny widnieje na chorągwi symbirskiego regimentu. Według badaczy najprawdopodobniej pochodzi z Holandii, kraju którym car (imperator) szczególnie się zachwycał. Podobny motyw widnieje w jednym z holenderskich herbarzy, opublikowanych w 1705 r. w Amsterdamie. 22 grudnia 1780 r. rada miejska Symbirska oficjalnie ustanowiła wyobrażenie ukoronowanej kolumna na błękitnej tarczy herbem miasta. W 1859 r. pojawił się pomysł modyfikacji herbu. Miał on zostać zwieńczony koroną basztową z trzyma blankami. Całość miała być otoczona kłosami zbóż przeplatanymi wstęgą Orderu św. Aleksandra Newskiego.
W 1917 r. po przewrocie bolszewickim dawny herb Symbirska wychodzi z użycia, a nazwa miasta zostaje wkrótce, na cześć Włodzimierza Lenina zmieniona na Uljanowsk. Po tym okresie oficjalnie używano symboliki sowieckiej. W latach sześćdziesiątych pojawił się pomysł ustanowienia emblematu miasta, na którym widnieć miał pomnik Lenina. Nie wszedł on jednak do powszechnego użytku.
5 marca 1997 r. Uljanowska Rada Miejska zdecydowała o ustanowieniu dawnego herbu Symbirska herbem Uljanowska. Różnił się on od pierwowzoru. Kolumna znajdowała się na jednolitym białym polu (bez czarno-złotego elementu), oryginalną koronę zastąpiono Wielką Koroną Imperialną Rosji. Jeden z wcześniejszych projektów zakładał też pozostawienie kolumny bez korony, ale spotkało się to z krytyką ekspertów od heraldyki. Ostatecznie 19 grudnia 2003 przyjęto obecne wyobrażenie. Herb otrzymał numer 231 w Państwowym heraldycznym rejestrze Federacji Rosyjskiej. Użycie herbu reguluje odpowiednie postanowienie rady miejskiej z 14 grudnia 2005 r. (nr. 202).